# Adwentyzm
Adwentyzm (z łac. adventus: „przyjście”) – Kościoły i inne wspólnoty chrześcijańskie wywodzące się lub nawiązujące do XIX-wiecznego amerykańskiego przebudzenia eschatologiczno-mesjanistycznego w łonie ewangelikalizmu, któremu przewodził William Miller. Cechą wyróżniającą adwentyzm na tle chrześcijańskiego ogółu jest akcentowanie zbliżającego się powtórnego przyjścia Jezusa Chrystusa na Ziemię, które zakończy historię obecnego świata. Wyznawcy adwentyzmu to adwentyści.

## Konstytutywne elementy doktryny i praktyki
Część denominacji adwentystycznych głosi, iż utożsamia się z podstawowymi zasadami protestantyzmu. Ponadto charakteryzuje je:
- praktyka chrztu na wyznanie wiary (co wyklucza z obrzędu nieświadome dzieci), dokonywanego przez zanurzenie całego ciała w wodzie
- popieranie wolności religijnej, rozdziału kościoła i państwa oraz idei kościoła wolnego
- przyjmowanie kondycjonalizmu oraz anihilacjonizmu, przy odrzuceniu nauki o egzystencji duszy po śmierci ciała oraz o wiecznych mękach piekielnychNie pokładajcie ufności w książętach, ani w człowieku, który nie może pomóc! Gdy opuszcza go duch, wraca do prochu swego; W tymże dniu giną wszystkie zamysły jego. – Psalm 146:3.4, Nowy PrzekładBo oto nadchodzi dzień, który pali jak piec. Wtedy wszyscy zuchwali i wszyscy, którzy czynili zło, staną się cierniem. I spali ich ten nadchodzący dzień – mówi Pan Zastępów – tak, że im nie pozostawi ani korzenia, ani gałązki. – Malachiasza 3:19, Nowy Przekład
- obecnie świat znajduje się tuż przed powtórnym przyjściem Jezusa, czyli w tzw. „dniach ostatnich”
- kryzysowe wydarzenia na świecie (głód, wojny, zarazy itp.) interpretuje jako zapowiadane przez Jezusa Chrystusa znaki czasu poprzedzające Jego rychły powrót:Ludzie omdlewać będą z trwogi w oczekiwaniu tych rzeczy, które przyjdą na świat, bo moce niebios poruszą się. A gdy się to zacznie dziać, wyprostujcie się i podnieście głowy swoje, gdyż zbliża się odkupienie wasze. – Łukasza 21:26.28, Nowy Przekład
- wierzy w przedmilenijne powtórne przyjście Chrystusa
- proroctwo o Tysiącletnim Królestwie Chrystusa interpretuje dosłownie, umieszczając je pomiędzy powtórnym przyjściem a Sądem ostatecznym

Powyższe doktryny można uznać za cechy konstytutywne większości współczesnych wyznań adwentystycznych, z wyjątkiem pomniejszych nieortodoksyjnych odłamów. Należy jednak zaznaczyć, iż część pierwszych millerytów – protoplastów współczesnych adwentystów – wierzyła w egzystencję duszy po śmierci ciała.

Obecnie, w łonie adwentyzmu, najsilniejszy jest ruch sabatariański, którego jednym z przekonań, obok wymienionych powyżej, jest doktryna o świętości dnia sobotniego, od zachodu słońca w piątek, do zachodu słońca w sobotę. Sabatariańscy adwentyści podkreślają, iż szabat istniał od początku świata i został uczyniony dniem świętym przez Boga zanim człowiek zgrzeszył, powołując się na fragment Biblii:
Pobłogosławił też Bóg dzień siódmy i ustanowił go świętym na pamiątkę swojego odpoczynku po całym trudzie stwarzania. – 1 Mojżeszowa 2:3, Biblia warszawsko-praska
Z tego powodu sabatariańscy adwentyści nie postrzegają szabatu jako wyłącznej części Starego Przymierza, którą Bóg zawarł z Izraelem aż do czasu przyjścia Chrystusa. Wierzą, iż skoro szabat uczyniony został świętym przed upadkiem człowieka, nie może mieć on związku z cieniami planu odkupienia, lecz jest ustawiczną pamiątką dzieła stworzenia świata przez Boga. Dlatego też jego ważność nie traci na znaczeniu, czego potwierdzeniem ma być m.in. obecność przykazania o święceniu soboty w biblijnym dekalogu, który sabatariańscy adwentyści postrzegają jako niezmienne boskie prawo moralne, a także świadectwo Jezusa Chrystusa, apostołów oraz pierwotnego Kościoła chrześcijańskiego.

### Bóstwo
Dawniej wśród adwentystów dominowała nietrynitarna wiara dotycząca Bóstwa. Adwentyści wierzyli w jedynego Boga Ojca i w Jego Syna, Jezusa Chrystusa, który będąc rzeczywistym Synem Boga zachowywał również pełną boskość. Duch Święty był uważany natomiast za osobistą i duchową obecność Ojca i Syna. Był to pogląd sprzeczny zarówno z doktryną Trójcy, jak i z zaprzeczającym boskości Jezusa unitarianizmem.
Jednak w I połowie XX wieku wiara ta stopniowo ustąpiła na rzecz trynitaryzmu, który uznaje jednego Boga w trzech boskich Osobach. Współcześnie, jedynie kilka odłamów adwentystycznych zachowuje dawną, nietrynitarną wiarę. Dotyczy to także niewielkiej części wyznawców w Kościołach adwentystycznych oficjalnie wyznających wiarę w Trójcę.

## Historia i rozwój teologiczny w XIX wieku

Rozwój gałęzi adwentyzmu w XIX wieku

### Geneza

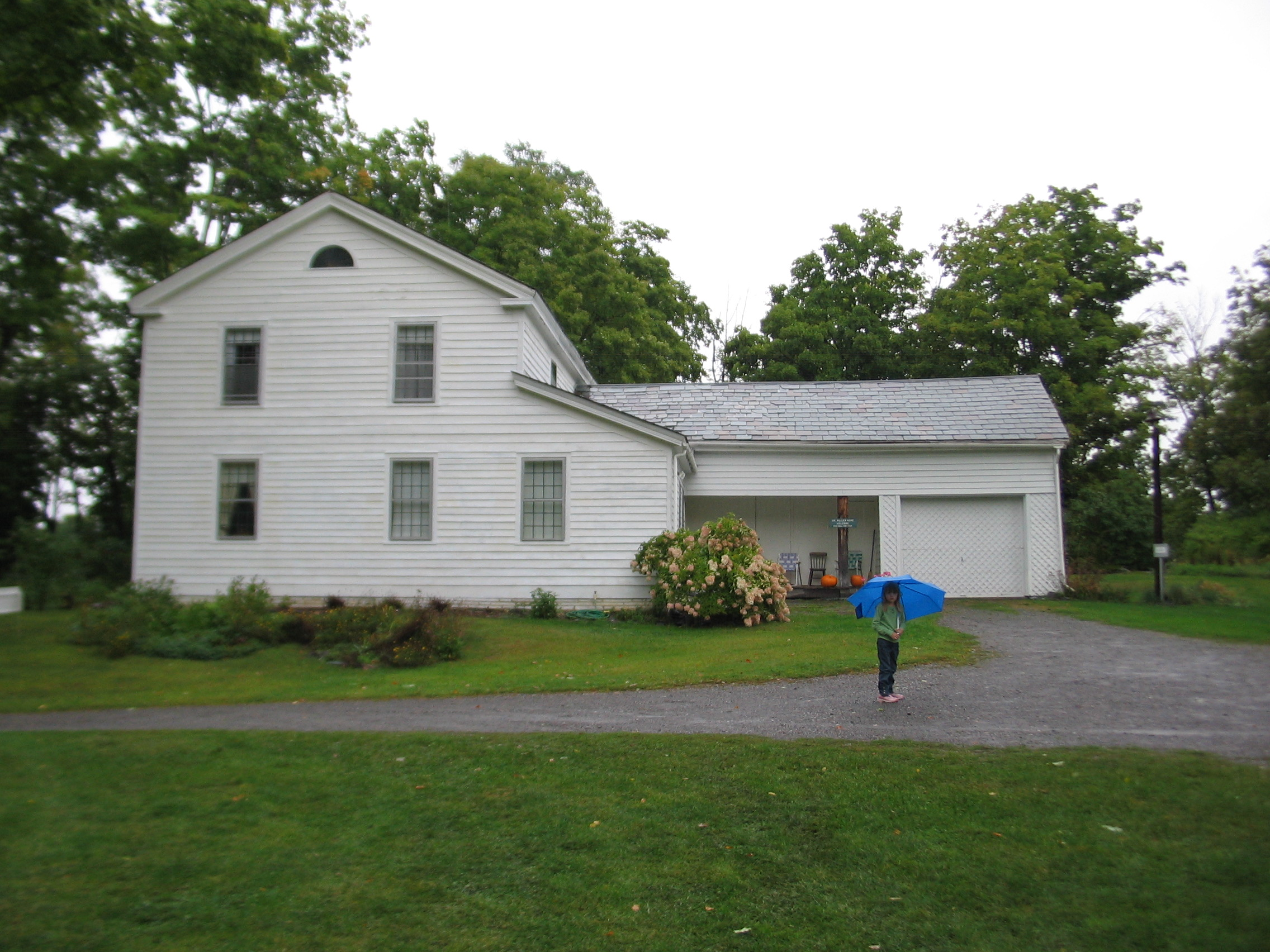
Dom pastora Millera w Whitehall, w stanie Nowy Jork

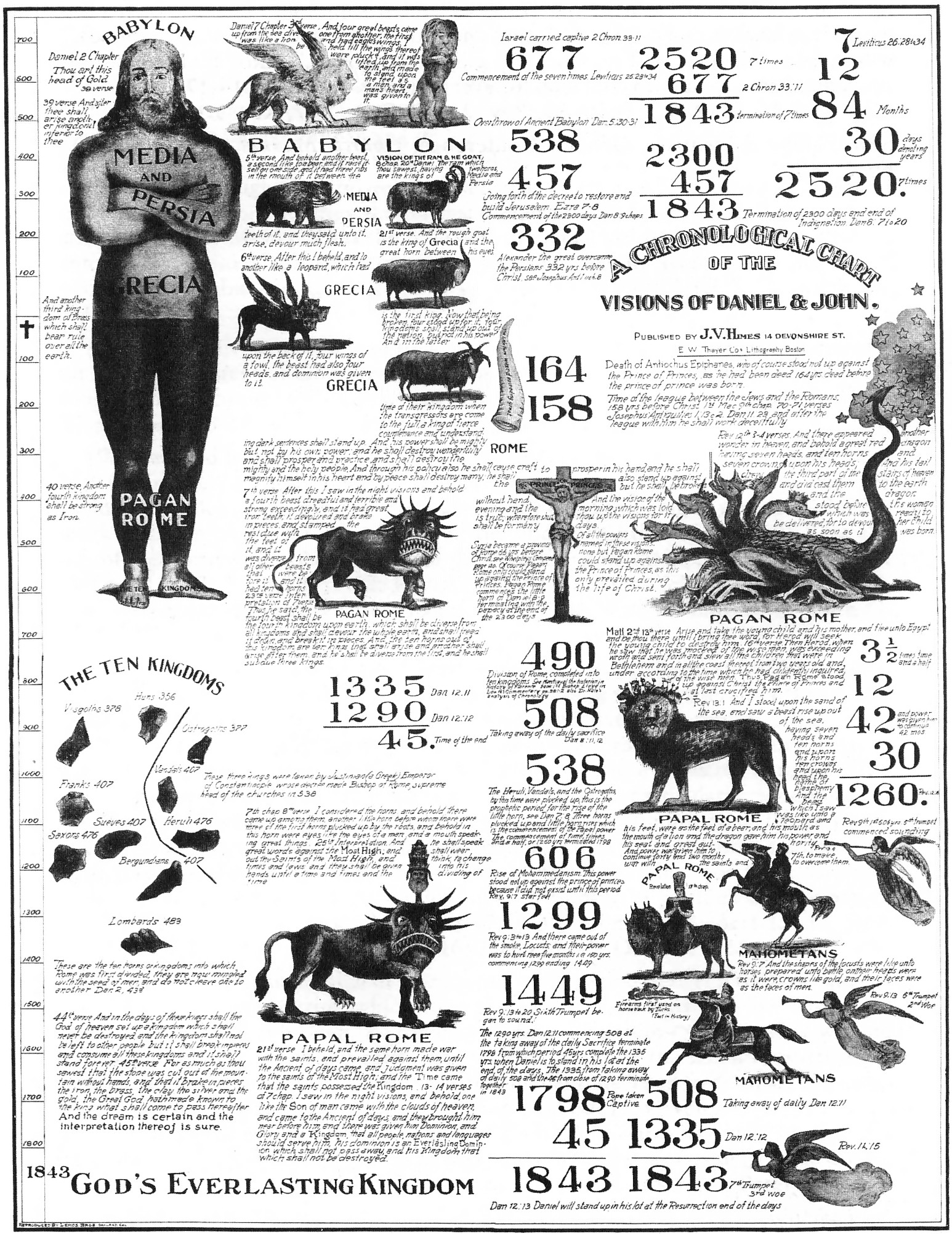
Karta prorocza używana przez millerytów

Współczesny adwentyzm wywodzi się z amerykańskiego przebudzenia adwentowego, któremu przewodził pastor William Miller. Był to ruch zrzeszający chrześcijan wywodzących się z różnych wyznań protestanckich (m.in. metodystów, prezbiterian i baptystów), których połączyła wiara w zbliżające się powtórne przyjście Chrystusa i założenie Tysiącletniego Królestwa. William Miller, pastor baptystyczny, na podstawie intensywnych badań proroctw Księgi Daniela i Objawienia doszedł do wniosku, iż powrót Chrystusa na Ziemię nastąpi pomiędzy latami 1843 a 1844. Począwszy od 1831 Miller poświęcił się działalności ewangelizacyjnej, głosząc nadchodzący koniec obecnego świata i wzywając do nawracania się i oddawania serc dla Jezusa. Ruch Drugiego Adwentu rozrósł się do ok. 100 tysięcy zwolenników, którzy sprzedawali swe majątki, by przeznaczyć fundusze na dotarcie z ewangelią do jak największej grupy ludzi. Ostatecznie Miller wyznaczył datę paruzji na 22 października 1844. W wyniku niespełnienia się proroctwa, tysiące millerytów doświadczyło tzw. wielkiego rozczarowania.

### Sytuacja po rozczarowaniu
W wyniku rozczarowania część millerytów postanowiła powrócić do swoich poprzednich zborów, odrzuciwszy orientację eschatologiczną, podczas gdy inni, poszukując w Biblii przyczyn rozczarowania, doszli do wniosku, iż jakkolwiek dokładna data powrotu Jezusa Chrystusa pozostaje nieznana, świat znajduje się obecnie w czasie ostatecznym, którego znaki zwiastują zbliżający się dzień Pański. Ta grupa byłych millerytów dała początek adwentystom. Bezpośrednio z milleryzmu wyrosło sześć adwentystycznych wyznań:
- Kościół Ewangelicznych Adwentystów (obecnie już nie istnieje)
- Chrześcijański Kościół Adwentu
- Unia Życia i Adwentu (włączona do Chrześcijańskiego Kościoła Adwentu)
- Kościół Boży w Jezusie Chrystusie, tzw. adwentyści nadchodzącego wieku (obecnie już nie istnieje)
- Kościół Adwentystów Dnia Siódmego
- Kościół Boży Dnia Siódmego

Już tego samego roku, tj. 1844, pojawiła się wśród adwentystów kwestia sporna dotycząca dnia świętego, która na zawsze podzieliła adwentyzm. Jakkolwiek obecnie większość adwentystów świętuje sobotę, na początku sytuacja przedstawiała się inaczej. Po rozczarowaniu, większość z tych, którzy zachowali wiarę w eschatologiczny charakter obecnego czasu, pozostała przy tradycyjnym uznaniu niedzieli jako dnia Pańskiego podobnie, jak było to w pierwotnym ruchu Williama Millera. „Niedzielni” adwentyści wkrótce stworzyli cztery oddzielne wspólnoty. Początkowo największą z nich był nieistniejący już obecnie Ewangelikalny Kościół Adwentystyczny. Jako jedyny przyjmował on koncepcję nieśmiertelności duszy, która akceptowana była w pierwotnym ruchu milleryckim. Pozostałe trzy Kościoły „niedzielnych” adwentystów przyjęły kondycjonalizm i anihilacjonizm, odrzucając zarówno ideę nieśmiertelności duszy, jak i wiecznych mąk piekielnych. Jednym ze słynnych pionierów adwentystycznej nauki o warunkowej nieśmiertelności był pastor George Storrs. Charakterystyka „niedzielnych” wspólnot wyrosłych z milleryzmu przedstawiona została poniżej:

#### Ewangelikalny Kościół Adwentystyczny (ang.Evangelical Adventist Church)
Bezpośrednio po rozczarowaniu był to najliczniejszy Kościół adwentystystyczny, który skupił ok. 75% wszystkich adwentystów. Został też najwcześniej zorganizowany (1845), tuż po przyjęciu zasad wiary. W 1858 Kościół założył Amerykańskie Stowarzyszenie Millenarystyczne, które wydawało literaturę i miesięcznik pt. „The Messiah’s Herald” ("Zwiastun Mesjasza"). Podobnie jak miało to miejsce w pierwotnym ruchu milleryckim, Ewangelikalny Kościół Adwentystyczny uznawał świętość dnia niedzielnego i jako jedyne adwentystyczne wyznanie pozostał przy nauce o nieśmiertelności duszy oraz wiecznych mękach piekielnych. Poglądy eschatologiczne zakładały oczekiwanie na rychły powrót Chrystusa, który będzie początkiem tysiącletniego okresu panowania Jezusa Chrystusa ze zbawionymi w Jerozolimie. Po Tysiącleciu nastąpić miało zmartwychwstanie niesprawiedliwych, Sąd Ostateczny i zabranie chrześcijan z Ziemi do nieba. Kościół ten z największej początkowo wspólnoty adwentystycznej stał się niewiele znaczącą grupą religijną już 1906, kiedy to posiadał jedynie 1147 wiernych. W 1916 denominacja ta została rozwiązana.

#### Chrześcijański Kościół Adwentu (ang.Advent Christian Church)
Rozkwit nauki o warunkowej nieśmiertelności i towarzyszące temu odrzucenie wiary w egzystencję duszy po śmierci ciała oraz męki wieczne były powodem zawiązania się tego Kościoła. Jest to największy obecnie Kościół adwentystyczny święcący niedzielę i jednocześnie jedyna z istniejących do dziś „niedzielnych” wspólnot adwentystów, która wywodzi się bezpośrednio z ruchu Millera. Chrześcijanie adwentyści zakładali, iż wskutek grzechu Adama i Ewy człowiek stracił nieśmiertelność, dlatego też po śmierci ciała wszelkie zamysły człowieka i jego osobowość przestają istnieć, czekając dnia zmartwychwstania przy powtórnym przyjściu Chrystusa. Wtedy to dopiero umarli odzyskają świadomość. Zbawieni zostaną wówczas obdarzeni życiem wiecznym, natomiast potępieni zostaną unicestwieni raz na zawsze w wiecznym ogniu. Doktryna ta, zwana kondycjonalizmem i anihilacjonizmem jest dzisiaj przyjmowana przez wszystkie Kościoły adwentystyczne. Advent Christian Church został oficjalnie zorganizowany w 1860. Od początku organizacja Kościoła miała charakter kongregacjonalny. Wydaje czasopismo, którego pierwotny tytuł brzmiał „Kryzys na Świecie i Posłaniec Powtórnego Przyjścia”. Kościół działa obecnie w 11 krajach świata, zrzeszając 63 tysiące wiernych. Ma charakter pacyfistyczny a jego wierni odmawiają służby wojskowej. Jest członkiem Narodowego Stowarzyszenia Ewangelikałów (National Association of Evangelicals) w USA.

#### Unia Życia i Adwentu (ang.Life and Advent Union)
Niewielka wspólnota wywodząca się bezpośrednio z przebudzenia adwentowego, która swoje struktury formalne stworzyła w 1862. Przewodniczyli jej George Storrs, pionier nauki o warunkowej nieśmiertelności oraz jego współpracownik John Walsh. Podobnie, jak chrześcijanie adwentyści, przyjmowała kondycjonalizm i anihilacjonizm, odrzuciwszy naukę o nieśmiertelności duszy. Jednak w odniesieniu do anihilacjonizmu wspólnota wyznawała wiarę, że bezbożni nie dostąpią zmartwychwstania na Sąd Ostateczny i pozostaną martwi na zawsze. Podkreślano też, że chrześcijanie powinni wydawać w życiu owoce Ducha. Unia wydawała własny organ pt. „Zwiastun Życia i Zbliżającego się Królestwa”. W późniejszym czasie zarówno Storrs jak i Walsh opuścili wspólnotę, która w 1964 została włączona do Chrześcijańskiego Kościoła Adwentu.

#### Kościół Boży w Jezusie Chrystusie, tzw. adwentyści nadchodzącego wieku (ang.Age-to-come Adventists)
Adwentyści nadchodzącego wieku są ostatnią z „niedzielnych” wspólnot adwentystycznych, jakie wyrosły bezpośrednio z milleryzmu – przywódcą ruchu był Joseph Marsh. Był to zlepek niezależnych od siebie małych wspólnot, operujących pod wieloma nazwami, takimi jak Kościół Boży, Nadchodzący Wiek (Age-To-Come), Jedna Wiara, Wiara Abrahamowa, czy Błoga Nadzieja – z czasem zaś odcięli się od nazwy „adwentyści”. Organ prasowy tej wspólnoty, „Restytucja” działał od 1851 i wiązał się ze szczególną wagą, jaką przywiązywali adwentyści nadchodzącego wieku do nauki o restytucji Ziemi, która miała się odbywać w trakcie Tysiącletniego Królestwa. Podczas Millenium Żydzi mieli powrócić do Palestyny, a zbawieni zdobyć nieśmiertelność. Po powtórnym przyjściu Chrystusa i zaprowadzeniu na Ziemi millenijnego porządku miałaby się odbywać ogólnoświatowa restytucja, w wyniku której wszyscy ludzie ostatecznie zostaliby zbawieni i otrzymaliby nieśmiertelność. Wiara w restytucję obejmowała również przekonanie, iż Ziemia nigdy nie zostanie zniszczona. Adwentyści nadchodzącego wieku byli wspólnotą antytrynitarną. Ostatecznie rozpadli się na wiele mniejszych wspólnot. Część z nich odrzuciła wiarę w literalne istnienie szatana i upadłych aniołów. Spadkobiercą tego ugrupowania adwentystów jest Kościół Boży Wiary Abrahamowej (pierwsza próba założenia organizacji kościelnej w 1888 zakończyła się niepowodzeniem). Niektóre założenia adwentyzmu miały wpływ także na Badaczy Pisma Świętego i chrystadelfian.

### Sabatariański ruch adwentystyczny

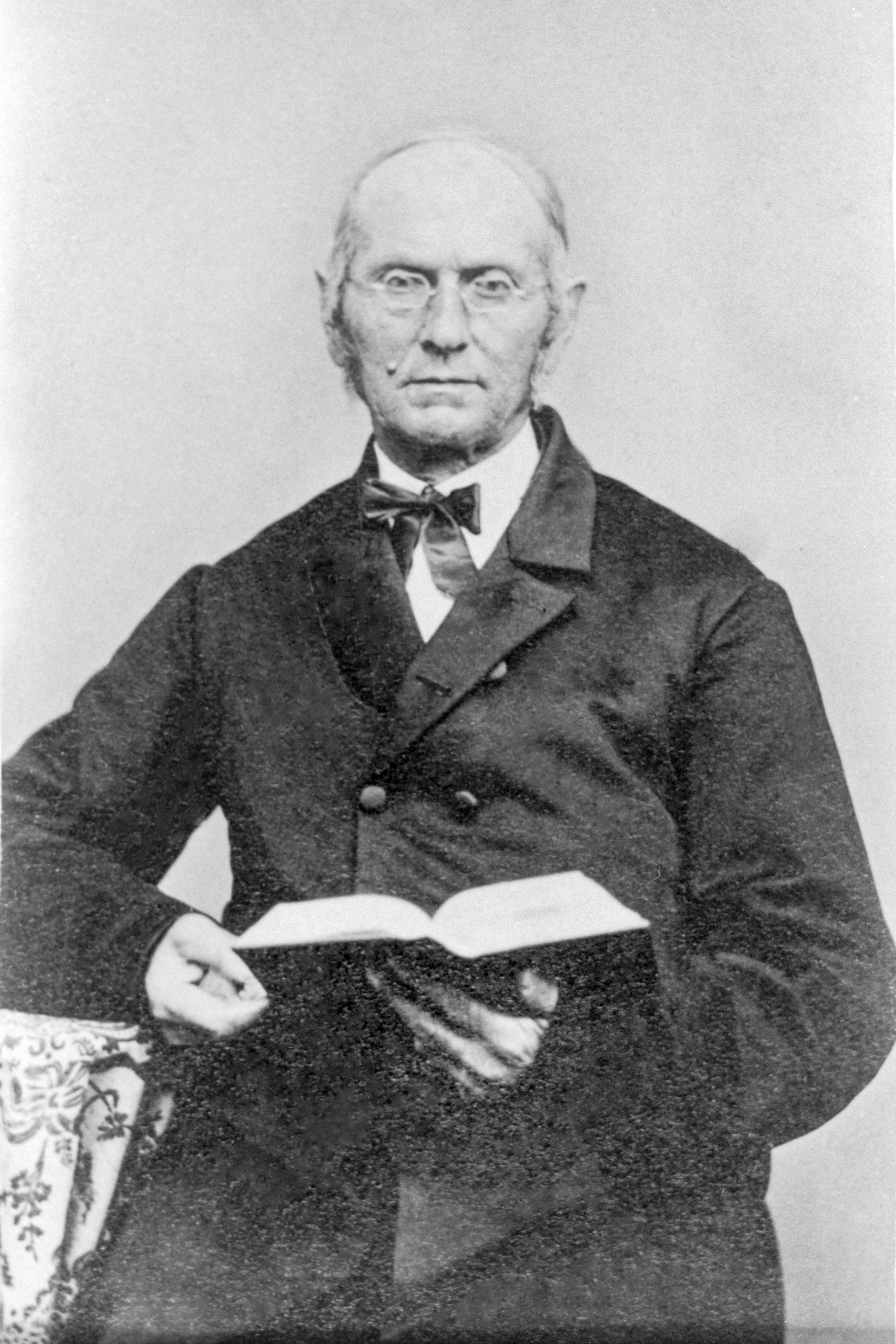
Pastor Józef Bates jako jeden z pierwszych adwentystów zaczął święcić dzień sobotni

Niedługo po rozczarowaniu część byłych millerytów oprócz nauki o warunkowej nieśmiertelności przyjęła także pogląd, iż biblijny dekalog wraz z przykazaniem czwartym o świętości dnia sobotniego jest częścią niezmiennego w czasie moralnego prawa Bożego. Adwentyści przyjęli sabatarianizm od baptystów dnia siódmego. Jeden z milleryckich pastorów, Thomas M. Preble, zaakceptował sobotę jako dzień święty pod wpływem młodej baptystki dnia siódmego – Rachel Oaks Preston. Od początku doktryną, która jednoczyła wszystkich adwentystów zachowujących sobotę było tzw. trójanielskie poselstwo. Poselstwo to stanowić miało cel misji wyznania i jednocześnie uznawane było jako ostrzeżenie od Boga skierowane do wszystkich ludzi, mające przygotować ich na rychłe powtórne przyjście Jezusa Chrystusa. Jak się jednak wkrótce okazało podział nastąpił wśród samych sabatariańskich adwentystów. Jako że w owym czasie (lata 50. XIX wieku) sabatariańscy adwentyści nie tworzyli żadnej zorganizowanej grupy religijnej, lecz zrzeszali się w autonomicznych zborach, trudno jest jednoznacznie stwierdzić, który z kierunków powstałych w wyniku podziału jest odłamem, a który stanowi gałąź główną ruchu. Podział nastąpił przede wszystkim na tle uznania pism Ellen G. White za natchnione świadectwa od Boga, choć istniały również inne różnice teologiczne wśród tych dwóch grup sabatariańskich adwentystów. Zwolennicy uznania widzeń Ellen G. White utworzyli w 1863 Kościół Adwentystów Dnia Siódmego, zaś ich przeciwnicy rok później dali początek organizacji o nazwie Kościół Boży Dnia Siódmego. Należy jednak podkreślić, iż daty te określają czas powstania oficjalnych struktur tych Kościołów i ich generalnych konferencji. Genezę obu Kościołów wywodzi się bowiem bezpośrednio z wielkiego rozczarowania w 1844, a wynika to z faktu, iż zbory głoszące poglądy tak jednego, jak i drugiego Kościoła istniały już od 1844. Różnice między adwentystami dnia siódmego a Kościołem Bożym Dnia Siódmego nie ograniczają się jedynie do kwestii tzw. ducha proroctwa. Pozostałe kwestie sporne przedstawione zostały w tabeli:
| Pogląd                                       | Kościół Adwentystów Dnia Siódmego | Kościół Boży Dnia Siódmego                                                                            |
| -------------------------------------------- | --- | --- |
| Świątynia niebiańska                         | Budowla oparta na tym samym planie, co starotestamentowy namiot świadectwa (posiadająca miejsce święte i najświętsze), w której jako najwyższy kapłan służy Chrystus. | Obraz nowotestamentowego pośrednictwa Chrystusa.                                                      |
| Sąd przedadwentowy                           | Rozpoczął się w 1844; ma miejsce śledztwo ustalające, kto ostatecznie zostanie zbawiony.                                                                              | Rok 1844 nie jest żadną szczególną datą.                                                              |
| Pojednanie człowieka z Bogiem                | Zbawienie dokonało się na krzyżu, jednak w miejscu najświętszym świątyni niebieskiej trwa obecnie „dzień pojednania”.                                                 | Zostało zrealizowane w pełni przez śmierć Chrystusa na krzyżu.                                        |
| Częstotliwość obchodzenia Wieczerzy Pańskiej | Zazwyczaj raz na kwartał (lub częściej). | Raz w roku, w rocznicę śmierci Chrystusa (14 nisan).                                                  |
| Dzień zmartwychwstania Chrystusa             | Niedziela (jako pierwszy dzień tygodnia, np. Mk 16:9). | Sobota.                                                                                               |
| Boże Narodzenie                              | Świętowane w większości zachodnich krajów. | Obchodzenie Bożego Narodzenia jest postrzegane jako odrzucenie drugiego poselstwa anielskiego.        |
| Zgromadzenie Izraela                         | Nie należy wiązać tych proroctw bezpośrednio z narodem żydowskim. | Żydzi zostaną zgromadzeni w Palestynie przed powtórnym przyjściem Chrystusa, co wypełnia się od 1948. |
| Millenium                                    | Zbawieni znajdują się w Niebie, w Nowym Jeruzalem (zanim zstąpi ono na Ziemię po 1000 latach).                                                                        | Zbawieni znajdują się na Ziemi, królując z Chrystusem w Nowej Jerozolimie.                            |
| Służba w wojsku                              | Nie stoi w sprzeczności z wiarą. | Wierni odmawiają służby wojskowej.                                                                    |

Mimo powyższych różnic, Kościoły te łączy wiele wspólnych poglądów. Przede wszystkim oba uznają sobotę za dzień święty i postrzegają głoszenie trójanielskiego poselstwa za swoją misję. Ponadto, oba Kościoły wyznają naukę o warunkowej nieśmiertelności i wierzą w bliski przedmillenijny powrót Chrystusa na Ziemię. Wieczerza Pańska w obu wyznaniach poprzedzona jest obrzędem umywania nóg. Zarówno Kościół Adwentystów Dnia Siódmego, jak i Kościół Boży Dnia Siódmego podkreśla znaczenie prowadzenia uświęconego życia przez chrześcijan, co przejawia się m.in. w odrzuceniu wszelkich używek (tytoniu, alkoholu i substancji odurzających). Oba wyznania uznają ciało ludzkie za „świątynię Ducha Świętego” i stosują biblijne prawa dietetyczne, wykluczające spożywanie krwi oraz mięs zwierząt nieczystych, np. wieprzowiny (3 Księga Mojżeszowa 11.7-8).

## Rozwój wyznań w XX wieku i współczesność
Do chwili obecnej istnieją trzy, spośród sześciu wyznań adwentystycznych wywodzących się bezpośrednio z przebudzenia adwentowego – jedno spośród czterech zachowujących niedzielę oraz dwa (a więc wszystkie) spośród nurtu sabatariańskiego:
- Kościół Adwentystów Dnia Siódmego (posiadający 15 milionów wiernych w 228 krajach świata)
- Kościół Boży Dnia Siódmego (posiadający 300 tysięcy wiernych w 39 krajach świata)
- Chrześcijański Kościół Adwentu (posiadający 63 tysiące wiernych w 11 krajach świata)

Spośród nich wyłoniła się w XX wieku reszta współczesnych wyznań adwentystycznych. Obecnie na świecie istnieje ponad sto różnych denominacji adwentystów.

### Adwentyści święcący niedzielę
Współcześnie „niedzielny” ruch adwentystyczny jest nieliczny i reprezentuje go przede wszystkim Chrześcijański Kościół Adwentu. Istnieje niewiele odłamów Kościoła Chrześcijan Adwentystów, jako że jest on zorganizowany kongregacjonalnie i zbory posiadają autonomię w większości spraw lokalnych (np. wybór pastora, majątek zboru). Przykładem nielicznych odłamów jest Pierwotny Kościół Chrześcijan Adwentystów, który wyłonił się z głównego wyznania w 1936 r. na skutek sporów wokół umywania nóg. Kościół Chrześcijan Adwentystów nie praktykuje tego obrzędu, zaś w Pierwotnym Kościele poprzedza on Wieczerzę Pańską. Obecnie Kościół Chrześcijan Adwentystów działa w 11 krajach świata zrzeszając 63 tysiące wiernych.
Jakkolwiek spośród „niedzielnych” wyznań wywodzących się bezpośrednio z milleryzmu do dzisiaj przetrwał jedynie Kościół Chrześcijan Adwentystów, istnieją współcześnie także odłamy wywodzące się od innej „niedzielnej” wspólnoty – adwentystów nadchodzącego wieku (choć sami adwentyści nadchodzącego wieku rozpadli się już w XIX wieku). Przede wszystkim są to wspólnoty antytrynitarne i odrzucające literalne (osobowe) istnienie diabła i upadłych aniołów, m.in. utworzony przez pastora Benjamina Wilsona Kościół Boży Wiary Abrahamowej. Oprócz zaprzeczaniu istnienia osoby szatana (który ma być synonimem zła ludzi), Kościół Boży Wiary Abrahamowej wierzy w naukę o restytucji Ziemi, ostatecznym zbawieniu wszystkich ludzi w trakcie Tysiącletniego Królestwa (tzw. druga szansa), odrzuca trynitaryzm i wierzy w dosłowne, millenijne wypełnienie się obietnic, jakie Bóg złożył Abrahamowi (stąd nazwa Kościoła). Podczas Tysiąclecia, które nastąpi po powrocie Chrystusa, Ziemia ma powracać do rajskiego stanu i ma na niej zapanować Królestwo Boże. Zgodnie z Wiarą Abrahamową istnienie Jezusa Chrystusa rozpoczęło się wraz z jego narodzinami w Betlejem, co oznacza odrzucenie wiary w jego preegzystencję. Wszystkie z powyższych nauk głoszonych przez Kościół Boży Wiary Abrahamowej podziela również Kościół Błogiej Nadziei (odłam Wiary Abrahamowej). Łączna liczba Adwentystów Wiary Abrahamowej to ok. 6 tysięcy wiernych. Kościół prowadzi misje w kilkunastu krajach świata, z czego w dziewięciu z nich regularnie odbywają się nabożeństwa. W 1947 część osób związanych ze środowiskiem Wiary Abrahamowej zaczęła święcić sobotę, w wyniku czego powstali Zjednoczeni Bracia Dnia Siódmego. Niektóre poglądy adwentystów nadchodzącego wieku jako antytrynitarzy i twórców nauki o restytucji ziemi miały wpływ na wielu ruchów niezaliczanych współcześnie do adwentyzmu, jak np. na chrystadelfian (znaczna część poglądów i wczesna historia wspólne są z Kościołem Bożym Wiary Abrahamowej) czy Badaczy Pisma Świętego (tym samym również na Świadków Jehowy).

### Adwentyści święcący sobotę
Nurt sabatariański obecnie dominuje w adwentyzmie. Wywodzi się on w całości od dwóch ugrupowań sabatariańskich wyrosłych z ruchu milleryckiego, a więc Kościoła Adwentystów Dnia Siódmego oraz Kościoła Bożego Dnia Siódmego. Na przestrzeni XX wieku powstało wiele odłamów wywodzących się z obydwu organizacji.

#### Wyznania wywodzące się z Kościoła Adwentystów Dnia Siódmego
Większość z istniejących obecnie Kościołów adwentystycznych wywodzi się z Kościoła Adwentystów Dnia Siódmego. Różnice między nimi dotyczą zarówno spraw teologicznych, jak i organizacyjnych. Najważniejsze kierunki, oprócz głównego wyznania, tworzą:

##### Adwentyści reformowani
Pierwsza i jedna z największych schizm, jakich doświadczył Kościół Adwentystów Dnia Siódmego miała miejsce w okresie I wojny światowej i dała początek ruchowi tzw. adwentystów reformowanych. Macierzyste wyznanie zajęło stanowisko, iż chrześcijaninowi wolno zgodnie z sumieniem służyć w armii, nawet w dzień sobotni. Reformatorzy byli przeciwnego zdania, powołując się na przedwojenne adwentystyczne zasady wiary. W wyniku dalszej ewolucji wyznania, adwentyści reformowani stali się jeszcze bardziej radykalni – przyjęli zasadę pełnego wegetarianizmu wiernych oraz całkowitego oddzielenia od ruchu ekumenicznego.
Obecnie nurt adwentystów reformowanych reprezentowany jest przez dwie główne organizacje. Oba Kościoły posiadają rozbudowane ogólnoświatowe struktury, na których czele stoi Generalna Konferencja. Podział na dwie oddzielne organizacje nastąpił w 1951, przy czym obie frakcje uważają się za prawowitych spadkobierców ruchu sprzed rozłamu, zaś frakcję drugą postrzegają jako „braci odłączonych”:
- Kościół Adwentystów Dnia Siódmego Ruch Reformacyjny – zrzeszający 75% łącznej liczby adwentystów reformowanych. Działa w ponad stu krajach świata, co czyni go drugim adwentystycznym wyznaniem, po Kościele Adwentystów Dnia Siódmego, najbardziej rozpowszechnionym na świecie. W Polsce siedziba Kościoła znajduje się w Rudzie Śląskiej. Wpisany jest do rejestru Kościołów i innych związków wyznaniowych prowadzonego przez Ministerstwo Administracji i Cyfryzacji pod numerem 48.
- Kościół Reformowany Adwentystów Dnia Siódmego – drugi spośród reformowanych Kościołów adwentystycznych. Cechuje go nieco bardziej liberalne podejście w sprawie rozwodów i zawierania powtórnych małżeństw. W Polsce siedziba Kościoła znajduje się w Poznaniu. Kościół Reformowany Adwentystów Dnia Siódmego wpisany jest do rejestru Kościołów i innych związków wyznaniowych pod numerem 51.

Wśród wielu niewielkich odłamów adwentystów reformowanych istnieje m.in. Międzynarodowe Stowarzyszenie Misyjne Adwentystów Dnia Siódmego Trzecia Część Zachariasza. Zostało założone ok. 1918 przez Józefa Bacha w Niemczech. Uważał on, iż zarówno pierwsza część adwentystów (Kościół Adwentystów Dnia Siódmego), jak i druga część (adwentyści reformowani) stali się upadłym Babilonem, dlatego Bóg powołał Trzecią Część. Jakkolwiek uznał on, iż adwentyści reformowani słusznie postąpili opuszczając macierzystą organizację, zarzucił nowo tworzonemu ruchowi, iż jest zbyt mało radykalny. Oprócz reform „drugiej części” uznał za stosowne m.in. odrzucić wszelkie fotografie i podobizny jako grzech przeciwko drugiemu przykazaniu (stąd przezwisko „obrazoburcy”), a także zrezygnować z noszenia krawatów. Postanowił też nie tworzyć silnej struktury kościelnej, jak uczynili to adwentyści reformowani. Do chwili obecnej adwentyści trzeciej części są zagorzałymi antytrynitarzami i zarzucają pozostałym adwentystom (w tym adwentystom reformowanym) podążanie za „herezją trynitaryzmu”. Zwolennicy Bacha pojawili się również w Polsce, gdzie są do dziś nielicznie reprezentowani (przede wszystkim zbór w Kowalach prowadzący także Wydawnictwo „Testimonex”, które publikuje wiele dzieł Ellen G. White w języku polskim).

##### Rózga Pasterza, także Dawidiańscy Adwentyści Dnia Siódmego
Społeczność religijna, która wyznaje doktrynę Adwentyzmu Dnia Siódmego, wzbogaconą o rozbudowaną profetologię i typologię założyciela.

#### Wyznania wywodzące się z Kościoła Bożego Dnia Siódmego
Kościół chrześcijański, który opiera swoje wierzenia na Piśmie Świętym.

### Strony Kościołów adwentystycznych
- Kościół Adwentystów Dnia Siódmego
- Kościół Boży Dnia Siódmego
- Kościół Adwentystów Obietnicy
- Kościół Adwentystów Dnia Siódmego Ruch Reformacyjny
- Kościół Adwentystów Odpocznienia Sabatu